# Маленький Лисёнок
Маленький Лисёнок — главный герой не связанных единым сюжетом, но объединённых общими героями и духом анимизма сказок Игоря Фарбаржевича, а также восьми мультфильмов студии «Экран», снятых режиссёром Борисом Тузановичем по сценариям Фарбаржевича. Маленький Лисёнок, как и положено детёнышу, открывает для себя мир, а заодно проявляет такие черты характера, как отзывчивость, храбрость, любознательность.
В 2024 году в нижнетагильском «Новом молодежном театре» был поставлен спектакль «Сказки маленького лисенка» пьесу по мотивам сказок Игоря Фарбаржевича написал драматург Илья Губин. 

## Сказки о маленьком Лисёнке
- Старое Эхо
- Земляничный дождик
- Зеркало в овраге
- Трень-брень-набекрень!
- Пропавший день
- Лисёнок и ночь волшебства
- Лисёнок и разбойники
- Лисёнок и отряд черепах
- Постричь мамонта!
- Туман из Лондона
- Дракон на цепи
- Белое облачко, сизая тучка…
- Тропа прошлого
- Трое крошечных лисят
- Зуб мудрости
- Еловое яблоко
- Заветная сказка
- Как Лисёнок был великаном
- Золото и осень
- Лисёнок и зонтик-невидимка

## Мультфильмы о маленьком Лисёнке
| Год  | Название            | YouTube             | Продолжительность | Описание |
| ---- | ------------------- | ------------------- | ----------------- | --- |
| 1989 | Сказка о старом эхо | Сказка о старом Эхо | 6 мин. 19 сек.    | Лисёнок знакомится с давним лесным другом отца — Старым Эхо.                                                                                  |
| 1990 | Земляничный дождик  | Земляничный дождик  | 7 мин. 15 сек.    | Ветерок приносит в лес необычные тучки, из которых может идти земляничный, сырный и морковный дождь.                                          |
| 1991 | Мотылёк             | Мотылёк             | 8 мин.            | Лисёнок вместе с Папой Лисом попадают в прошлое — в детство Папы Лиса — и должны спасти мотылька, которого когда-то погубил будущий Папа Лис. |
| 1992 | Туман из Лондона    | Туман из Лондона    | 7 мин. 16 сек.    | Маленький Лисёнок помогает таинственному Туману из Лондона.                                                                                   |
| 1992 | Эй, на том берегу!  | Эй, на том берегу!  | 9 мин. 2 сек.     | История о том, что каждый должен кого-то любить, о ком-то заботиться, иначе жизнь становится бесцельной.                                      |
| 1993 | Еловое яблоко       | Еловое яблоко       | 6 мин. 42 сек.    | Ёжик, Лисёнок и Ворона с помощью волшебного яблока отправляются на поиски страны Счастья.                                                     |
| 1994 | Лунная дорожка      | Лунная дорожка      | 7 мин. 51 сек.    | Лисёнок готовит новогодние подарки для друзей.                                                                                                |
| 1994 | Летний снеговик     | Летний снеговик     | 7 мин. 17 сек.    | Лисёнок, папа Лис и Ворона помогают снеговику не растаять.                                                                                    |